# Palača Blaherne
Palača Blaherne (grško: Βλαχέρναις Παλάτιον, Blahérnais Palátion) je bila bizantinska cesarska rezidenca v predmestju Blaherne v skrajnem severozahodnem delu Konstantinopla. Področje palače je sedaj večinoma pozidano, zato arheološka izkopavanja niso mogoča. Vsi opisi palače so dostopni samo v pisnih virih.
Palača je bila zgrajena okrog leta 500 na severnih pobočjih Sedmega mestnega griča. Grič je bil delno preoblikovan v številne terase,  na katerih so stale zgradbe iz palačnega kompleks. Od 4. do 11. stoletja je bila glavna cesarska rezidenca v Veliki palači na vzhodnem delu mesta, vendar se je v protokolarne namene občasno uporabljala tudi palača Blaherne, kar dokazujejo ceremonialni protokoli cesarja Konstantina VII. Porfirogeneta De ceremoniis iz 10. stoletja (poglavja I.27, I.34, II.9, II.12). V tistem času je imela palača več zgradb: Anastazijevo dvorano (Τρίκλινος Ὰναστασιακὸς, Anasatazijev triklinij), imenovan po Anastaziju I. (vladal 491–518), ki ga je dal zgraditi,  oceansko dvorano (Τρίκλινος Ὠκεανός, Oceanski triklinij), Jožefov portik ali Josefiakos (Πόρτικας Ἰωσηφιακὸς) in donavsko dvorano (Τρίκλινος Δανουβιὸς). Jožefov portik je bil z nizom stopnišč povezan z bližnjo cerkvijo sv. Marije Blahernske.
V poznem 11. stoletju je cesar Aleksej I. Komnen (vladal 1081–1118) svojo glavno rezidenco prestavil v palačo Blaherne, njegov vnuk Manuel I. Komnen pa je palačo temeljito preuredil, utrdil zunanje obzidje in dozidal nekaj čudovitih novih dvoran, med njimi Irenino dvorano, imenovano po cesarici Ireni, in  Polytimos oikos (Dragocena dvorana). Palača Blaherne je po prenovi postala znana kot Nova palača.
Od zgradb iz tistega časa je preživela samo tako imenovana Anemasova ječa, ki je bila del palačinin pomožnih zgradb in se je naslanjala na mestno obzidje. Po četrti križarski vojni je bila pri latinskih cesarjih bolj priljubljena palača Bukoleon ob obali Marmarskega morja. Ko so leta 1261 mesto ponovno zasedli bizantinski cesarji Paleologi, so svojo rezidenco preselili v palačo Blaherne.
Palača Porfirogenetov, ki je bila zgrajena verjetno v poznem 13. stoletju, stoji malo južneje od glavnega kompleksa palače Blaherne, vendar jo običajno povezujejo s palačo Blaherne. Palača je edini relativno nedotaknjeni primer palačne arhitekture Konstantinopla.